# 18 سبتمبر
- السبت
- الأحد
- الاثنين
- الثلاثاء
- الأربعاء
- الخميس
- الجمعة

- 307 ربيع الأول 1447  هـ
- 318 ربيع الأول 1447  هـ
- 19 ربيع الأول 1447  هـ
- 210 ربيع الأول 1447  هـ
- 311 ربيع الأول 1447  هـ
- 412 ربيع الأول 1447  هـ
- 513 ربيع الأول 1447  هـ
- 614 ربيع الأول 1447  هـ
- 715 ربيع الأول 1447  هـ
- 816 ربيع الأول 1447  هـ
- 917 ربيع الأول 1447  هـ
- 1018 ربيع الأول 1447  هـ
- 1119 ربيع الأول 1447  هـ
- 1220 ربيع الأول 1447  هـ
- 1321 ربيع الأول 1447  هـ
- 1422 ربيع الأول 1447  هـ
- 1523 ربيع الأول 1447  هـ
- 1624 ربيع الأول 1447  هـ
- 1725 ربيع الأول 1447  هـ
- 1826 ربيع الأول 1447  هـ
- 1927 ربيع الأول 1447  هـ
- 2028 ربيع الأول 1447  هـ
- 2129 ربيع الأول 1447  هـ
- 2230 ربيع الأول 1447  هـ
- 231 ربيع الآخر 1447  هـ
- 242 ربيع الآخر 1447  هـ
- 253 ربيع الآخر 1447  هـ
- 264 ربيع الآخر 1447  هـ
- 275 ربيع الآخر 1447  هـ
- 286 ربيع الآخر 1447  هـ
- 297 ربيع الآخر 1447  هـ
- 308 ربيع الآخر 1447  هـ
- 19 ربيع الآخر 1447  هـ
- 210 ربيع الآخر 1447  هـ
- 311 ربيع الآخر 1447  هـ

18 سبتمبر أو 18 أيلول أو يوم 18 \ 9 (اليوم الثامن عشر من الشهر التاسع) هو اليوم الحادي والستون بعد المئتين (261) من السنوات البسيطة، أو اليوم الثاني والستون بعد المئتين (262) من السنوات الكبيسة وفقًا للتقويم الميلادي الغربي (الغريغوري). يبقى بعده 104 يوما لانتهاء السنة.

## أحداث
- 96 - نيرفا يصبح إمبراطورًا جديدًا للإمبراطورية الرومانية عقب اغتيال الإمبراطور دوميتيان.
- 1180 - فيليب أوغست يصبح ملكًا على فرنسا.
- 1254 - الملك عز الدين أيبك يتخلص من منافسه في الحكم الأمير أقطاي، وبذلك توطد له حكم المماليك.
- 1502 - كريستوفر كولومبوس يصل إلى كوستاريكا وذلك خلال رحلته الاستكشافية الرابعة والأخيرة.
- 1851 - الإصدار الأول لجريدة نيو يورك تايمز.
- 1906 - إعصار قوي مصحوب بموجة مد كبيرة في هونغ كونغ يؤدي إلى مقتل 10000 نسمة.
- 1931 - اليابان تحتل إقليم منشوريا الصيني.
- 1952 - رئيس الجمهورية اللبنانية بشارة الخوري يستقيل من الرئاسة تحت ضغط الشارع، وقبل استقالته قام بتشكيل حكومة عسكرية برئاسة قائد الجيش اللواء فؤاد شهاب مكونة من 3 أعضاء فقط وذلك لتسيير أمور البلاد لحين انتخاب رئيس جديد.
- 1961 - الأمين العام للأمم المتحدة داغ همرشولد يلقى حتفه إثر سقوط مروحيته.
- 1964 - جيش فيتنام الشمالية يعلن أن فرقتين منه قامتا باجتياح فيتنام الجنوبية.
- 1966 - بدء تداول عملة ريال قطر ودبي في كل من الإمارتين.
- 1969 - حدوث أعمال شغب بولاية غوجارات الهندية.
- 1979 - ياسر السيروان لاعب الشطرنج الأمريكي من أصل سوري، يفوز ببطولة العالم في الشطرنج للناشئين.
- 1990 - دوقية ليختنشتاين تنضم إلى الأمم المتحدة.
- 1991 - قنوات إم بي سي تبدأ البث للمرة الأولى.
- 1997 - الملياردير الأمريكي تد تيرنر يتبرع بمبلغ مليار دولار للأمم المتحدة مخصص لتمويل برامج رعاية الأطفال واللاجئين، ويعتبر هذا التبرع أكبر منحة فردية في تاريخه.
- 1998 - تأسيس منظمة آيكان غير الربحية والتي تعنى بشؤون الإنترنت.
- 1999 - سجل تيري هنري أول أهدافه بقميص آرسنال ضد نادي ساوثهامبتون، وكان هدف الفوز.
- 2014
  - الاسكتلنديون يرفضون الإنفصال عن إنجلترا في استفتاء عام.
  - عشرات القتلى والجرحى في اشتباكات بين الحوثيين والجيش اليمني شمال العاصمة اليمنية صنعاء خلال موجة احتجاجات عارمة.
- 2015 - مجلس المستشارين الياباني يقر قانونا يسمح باستخدام القوات المسلحة خارج اليابان لأول مرة منذ الحرب العالمية الثانية.
- 2017 - وقوع اشتباكات في مدينة كركوك بالعراق بعد إقرار المجلس الإقليمي إدراج المدينة ضمن استفتاء انفصال كردستان.

## مواليد
- 53 - الإمبراطور تراجان، ثاني الأباطرة الأنطونيين الرومان.
- 1709 - صمويل جونسون، أديب إنجليزي.
- 1718 - نيكيتيا بانين، سياسي روسي.
- 1765 - البابا غريغوري السادس عشر، بابا الكنيسة الرومانية الكاثوليكية.
- 1823 - موسى المحسني، فقيه جعفري وكاتب ديني وشاعر إيراني.
- 1854 - فلورنتينو أمفينو، عالم أرجنتيني.
- 1894 - الشيخ محمد الفحام، شيخ جامع الأزهر.
- 1895 - أسد ملحم جمال، ضابط وسياسي وكاتب لبناني.
- 1905 - جريتا جاربو، ممثلة سويدية.
- 1907 - إدوين ماكميلان، عالم كيمياء أمريكي حاصل على جائزة نوبل في الكيمياء عام 1951.
- 1917 - جوون فوراي، ممثلة أداء صوتي أمريكية.
- 1819 - ليون فوكو عالم فرنسي اشتهر بسبب اختراعه لرقاص فوكو.
- 1933 - فريد ويلارد، ممثل أمريكي.
- 1939 - جورج سامبايو، رئيس البرتغال.
- 1940 - رينغو ستار، ممثل ومغني إنجليزي.
- 1942 - أليكس ستيبني، حارس مرمى كرة قدم إنجليزي.
- 1949 - بيتر شيلتون، حارس مرمى كرة قدم إنجليزي.
- 1954 - قحطان القحطاني، ممثل بحريني.
- 1958 - جون ألدريج، لاعب ومدرب كرة قدم أيرلندي.
- 1961 - جيمس غاندولفيني، ممثل أمريكي.
- 1971 -
  - لانس آرمسترونج، لاعب أمريكي في سباق الدراجات.
  - جادا بينكيت سميث، ممثلة أمريكية.
- 1973 - جيمس مارسدن، ممثل أمريكي.
- 1974 -
  - سول كامبل، لاعب كرة قدم إنجليزي.
  - إكسزيبيت، مغني أمريكي.
- 1977 - لي تي، لاعب كرة قدم صيني.
- 1979 -
  - دانييل أرانزوبيا، لاعب كرة قدم إسباني.
  - أليسون لوهمان، ممثلة أمريكية.
  - ماغي بو غصن، ممثلة لبنانية.
- 1983 - كيفن دويل، لاعب كرة قدم أيرلندي.

## وفيات
- 96 - الإمبراطور دوميتيان، إمبراطور روماني.
- 1180 - الملك لويس السابع، ملك فرنسا.
- 1663 - جوزيبي دا كوبرتينو، قديس إيطالي.
- 1783 - ليونهارد أويلر، عالم رياضيات سويسري.
- 1896 - هيبوليت فيزو، عالم فيزياء فرنسي.
- 1961 - داغ همرشولد، أمين عام الأمم المتحدة حاصل على جائزة نوبل للسلام عام 1961.
- 1964 - مايلز لامبسون، دبلوماسي بريطاني.
- 1967 -
  - سعيد الغزي، رئيس حكومة سوري أسبق.
  - جون كوكروفت، عالم فيزياء بريطاني حاصل على جائزة نوبل في الفيزياء عام 1951.
- 1970 - جيمي هندريكس، مغني أمريكي.
- 1975 - شوكت شامزر علي، سياسي بنغالي.
- 1988 - محمد حسين شهريار، شاعر إيراني.
- 1991 - سعيد جريس العيسى، شاعر وإذاعي فلسطيني.
- 1996 - الشيخ عبد الله الجابر الصباح، وزير كويتي سابق والمستشار الخاص لأمير الكويت.
- 2002 - ماورو راموس، لاعب كرة قدم برازيلي.
- 2011 - محمد بسيوني، دبلوماسي مصري.
- 2012 - سانتياغو كاريو، سياسي إسباني.
- 2013 - مارسيل رانيسكي، ناقد ألماني.
- 2021 -
  - عبد المطلب الكاظمي، سياسي كويتي وأول وزير نفط في دولة الكويت.
  - إلهام أبو غزالة، كاتبة وأكاديمية فلسطينية.

## أعياد ومناسبات
- عيد الاستقلال في تشيلي.

## وصلات خارجية
- وكالة الأنباء القطريَّة: حدث في مثل هذا اليوم.
- النيويورك تايمز: حدث في مثل هذا اليوم.
- BBC: حدث في مثل هذا اليوم.